# I Like It When You Die
I Like It When You Die – czwarty album studyjny amerykańskiej grindcorowej kapeli Anal Cunt.
Został wydany 11 lutego 1997 roku przez Earache Records. Zawiera 52 utwory, które średnio trwają mniej niż minutę.
I Like It When You Die był pierwszym albumem z nowym składem zespołu, czyli Sethem Putnamem, Joshem Martinem i Natem Linehanem. Krążek został nagrany w 1996 roku w Headroom Records.
Album był oryginalnie nazwany You're Gay, a okładka miała zawierać lustro, lecz później ten pomysł został odrzucony. Zamiast tego nagranie zawiera wiele piosenek ze słowem "gay" w tytule, skierowanych do różnych osób, rzeczy, czy działań.
Seth Putnam oświadczył w wywiadzie, iż jest to jego ulubiony album zespołu Anal Cunt.
Kyle Severn z kapeli Incantation udzielił się gościnnie jako perkusista na utworze "Kyle from Incantation has got a Mustache".

## Lista utworów
1. "Jack Kevorkian Is Cool" – 0:41
2. "ValuJet" – 1:28
3. "You've Got No Friends" – 1:13
4. "You Keep a Diary" – 1:13
5. "You Own a Store" – 0:38
6. "You Got Date Raped" – 0:49
7. "Recycling Is Gay" – 0:37
8. "You're a Cop" – 1:51
9. "You Can't Shut Up" – 0:19
10. "You've Got Cancer" – 0:31
11. "We Just Disagree" – 0:33
12. "Hungry Hungry Hippos" – 0:18
13. "You Are an Interior Decorator" – 0:52
14. "Pottery's Gay" – 0:40
15. "Rich Goyette Is Gay" – 0:53
16. "Branscombe Richmond" – 1:35
17. "You Live in Allston" – 0:54
18. "You Are a Food Critic" – 0:54
19. "Just the Two of Us" (Duet with Hillary Logee) (Grover Washington, Jr. cover) – 0:27
20. "Your Band's in the Cut-Out Bin" – 1:11
21. "You're Gay" – 0:38
22. "You Look Adopted" – 1:17
23. "Your Cousin Is George Lynch" – 0:11
24. "You Have Goals" – 0:23
25. "You Drive an IROC" – 0:56
26. "You Play on a Softball Team" – 0:58
27. "Because You're Old" – 0:45
28. "You Sell Cologne" – 0:30
29. "Being a Cobbler Is Dumb" – 0:28
30. "You Live in a Houseboat" – 0:45
31. "Richard Butler" – 1:32
32. "311 Sucks" – 0:40
33. "Your Kid Is Deformed" – 0:41
34. "You Are an Orphan" – 1:06
35. "You're Old (Fuck You)" – 0:13
36. "You Go to Art School" – 0:55
37. "Your Best Friend Is You" – 0:54
38. "You're in a Coma" – 1:19
39. "Windchimes Are Gay" – 0:11
40. "No, We Don't Want to Do a Split Seven Inch with Your Stupid Fucking Band" – 0:29
41. "René Auberjonois" – 0:41
42. "The Internet Is Gay" – 0:25
43. "Ha Ha, Your Wife Left You" – 1:12
44. "Hootie and the Blowfish" – 0:39
45. "You Went to See Dishwalla and Everclear (You're Gay)" – 0:23
46. "Locking Drop Dead in McDonald's" – 0:21
47. "Technology's Gay" – 0:26
48. "Your Favorite Band Is Supertramp" – 0:37
49. "I'm in A.C." – 0:21
50. "You (Fill In the Blank)" – 0:27
51. "Kyle from Incantation Has a Mustache" – 4:10
52. "Bonus Track #3" – 0:09

## Personel
- Seth Putnam – wokal
- Josh Martin – gitara
- Nate Linehan – perkusja, wokal wspomagający (31, 32)

- River (Tree) – wokal wspomagający (1, 3, 6, 7, 13, 14, 16, 24, 35, 36, 41, 43)
- Hillary Logee – wokal wspomagający (27, 52)
- Anal Cunt Glee Club – wokal wspomagający (8, 21, 26, 33)
- Kyle Severn (Incantation) – perkusja i głos (51)